# Distrito de Tup
El distrito de Tup (en kirguís: Түп району) es uno de los rayones (distrito) de la provincia de Ysyk-Kol en Kirguistán. Tiene como capital la ciudad de Tup.
- Datos: Q2573226
- Multimedia: Tüp District / Q2573226